# Anita Ušacka
Anita Ušacka (26 de Abril de 1952) é uma juíza e professora de Direito letã. Foi juíza do Tribunal Constitucional da República da Letónia e do Tribunal Penal Internacional. 
Ušacka começou a trabalhar como professora de direito na Universidade da Letónia em 1975. Em 1996, foi indigitada como uma dos primeiros juízes do recém criado Tribunal Constitucional da Letónia. Ušacka cumpriu um mandato de sete anos neste tribunal.
Em 2003, foi eleita para juíza do Tribunal Penal Internacional. Foi re-eleita em 2006, e o seu mandato de nove anos expira em 2015. Ušacka é membro da Divisão de Recursos deste tribunal.
Ušacka estudou na Universidade da Letónia, Universidade Estatal de Moscovo, Universidade de Notre Dame e no Instituto Max Planck.